# Omphalotropis cookei
Omphalotropis cookei is een slakkensoort uit de familie van de Assimineidae. De wetenschappelijke naam van de soort is voor het eerst geldig gepubliceerd in 1949 door Abbott.